# Ethelred
Ethelred, též Æthelred I. (narozen kolem roku 840, zemřel 871), byl anglosaský král Wessexu z rodu Cerdikovců (od roku 865). Byl čtvrtým synem krále Æthelwulfa a v roce 865 se stal nástupcem svého bratra Æthelberhta coby král Wessexu a Kentu.
V roce jeho nástupu na trůn připlula do Anglie vikinská armáda a během pěti let zničila dvě z hlavních anglosaských království, Northumbrii a Východní Anglii. V roce 868 Æthelredův švagr, mercijský král Burgred, žádal o pomoc proti vikingům. Král Æthelred a jeho bratr, budoucí král Alfréd Veliký, vedli anglosaskou armádu do Nottinghamu, ale výsledkem nebylo žádné rozhodné vítězství. Král Burgred zaplatil vikingům tribut, ale v roce 874 ho vikingové porazili a přinutili odejít do exilu.
Kolem roku 867 král Æthelred zavedl společnou měnu mezi Wessexem a Mercií. V roce 871 se vikingové obrátili proti Wessexu a král Æthelred utrpěl několik porážek. Æthelred zemřel krátce po Velikonocích v roce 871.